# Морван
Морва́н (фр. Morvan) — плоскогір'я у Франції.

## Географія
Гірський масив Морван знаходиться в регіоні Бургундія, на сході Франції, в департаментах Сона і Луара, Йонна, Ньєвр і Кот-д'Ор. Геологічно гори утворені з граніту, і географічно належать до Центрального масиву. У просторіччі називаються «Чорними горами». Це найменування зумовлено густими змішаними лісами, що покривають плоскогір'я.
У 1970 році в горах створений «Регіональний природний парк Морван», який покликаний захищати місцеву флору і фауну. Серед «лісових жителів» Морвана можна назвати лисицю, європейського муфлона, борсука, дикого кота, фазана, яструба, благородного оленя.
Найвищі точки Морвана (і всієї Бургундії) — гори Мон-О-Фолен висотою в 901 м і Буа-дю-Руа (902 м). Гірський масив перетинають кілька річок, зокрема Йонна і Арру, а також канали Бургундія і Ніверне. У горах Морвана є також гірські озера і мінеральні джерела.

## Історія
У давнину в Морвані було побудоване одне з найбільших галльських укріплень — опідум Бібракте. Археологічні розкопки на його території тривають донині. У Морвані також було засновано римлянами місто Августодунум (Augustodunum), нинішній Отен. На початку VI ст. Ептадій (Eptadius) заснував один із перших монастирів в горах Морвана (Vita Eptadii (MGHSRM III, 184—194)). У середні віки в гірському регіоні монахи-цистерціанці створили кілька відокремлених кляшторів і каплиць. У 1850 році в горах Морвана було засновано бенедиктинське абатство Де ла П'єр-Уї-Вир.